# Cladura autumna
Cladura autumna är en tvåvingeart som beskrevs av Alexander 1920. Cladura autumna ingår i släktet Cladura och familjen småharkrankar. Inga underarter finns listade i Catalogue of Life.